# 窝尔巴错
34°32′05″N 81°02′06″E / 34.53472°N 81.03500°E
窝尔巴错（藏語：འོར་པ་མཚོ，威利转写：'or pa mtsho）位于中国西藏自治区西部阿里地区日土县多玛乡境内，地处日土县北部，面积89平方公里，湖面海拔5177米（一说5465米）。湖中有多座小岛，为世界上海拔最高的岛屿之一。北部有饮水河与东北部的邦达错连通。